# یوهانس نیکولاس برونستد
یوهانس نیکولاس برونستد (انگلیسی: Johannes Nicolaus Brønsted؛ زاده ۲۲ فوریهٔ ۱۸۷۹ درگذشته ۱۷ دسامبر ۱۹۴۷) یک دانشمند در زمینه شیمی‌فیزیک اهل دانمارک بود.